# Ilamatepec
O Ilamatepec, também conhecido como vulcão de Santa Ana, é um vulcão no departamento de Santa Ana, em El Salvador.